# Mosquée de Hadži Omer
La mosquée de Hadži Omer, également connue sous le nom de Dolačka džamija, est située sur le territoire de la ville de Banja Luka, l'actuelle capitale de la république serbe de Bosnie en Bosnie-Herzégovine. Elle a été construite au début du XVIIe siècle.
La cour intérieure de la mosquée (en bosnien : harem) abrite un cimetière avec 36 nişans (stèles ottomanes). Cet ensemble funéraire est inscrit sur la liste des monuments nationaux de Bosnie-Herzégovine.

## Description

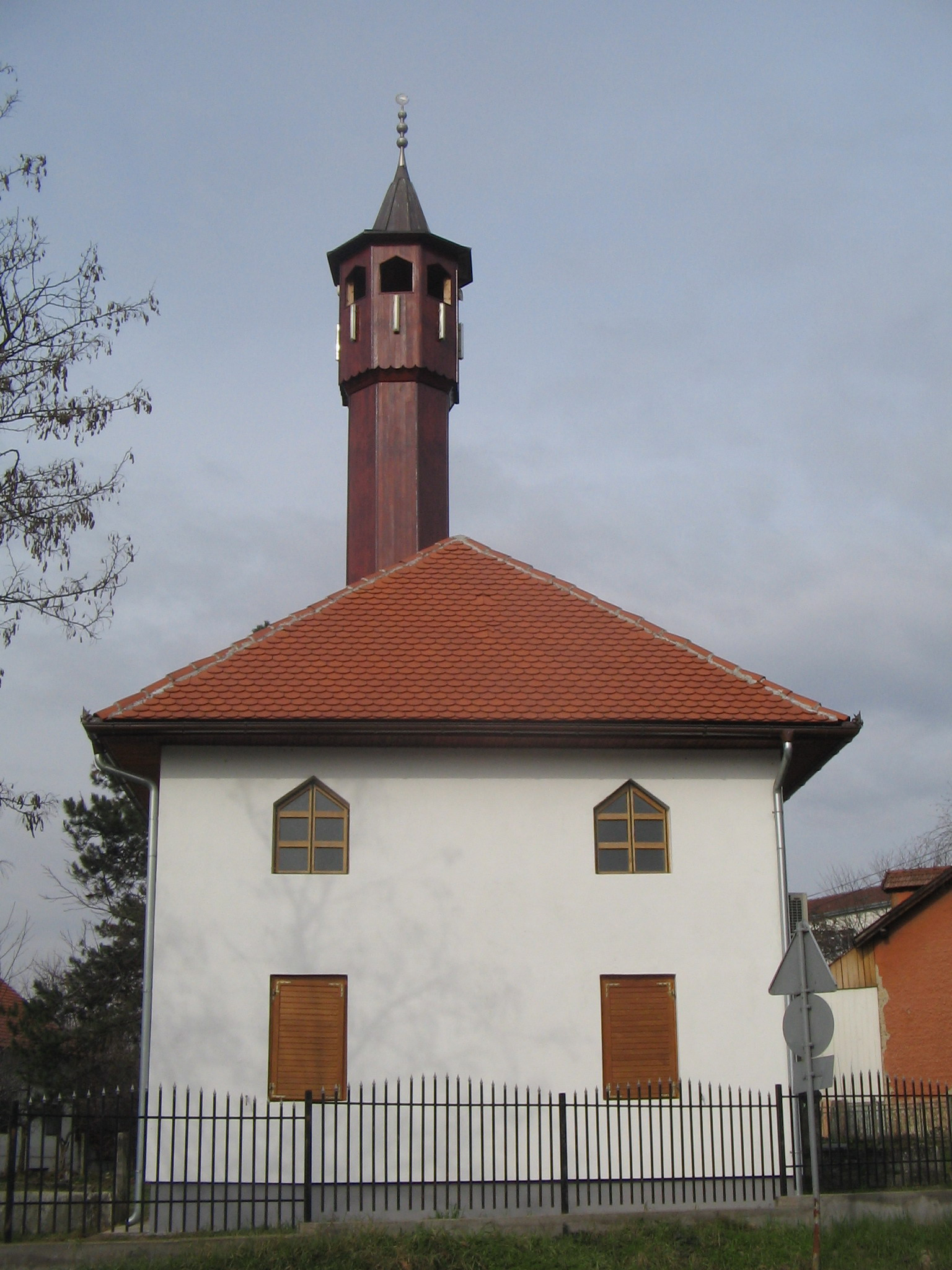
Autre vue de la mosquée